# Butterfly Soup
『Butterfly Soup』（バタフライスープ）は、 アメリカ合衆国のゲーム開発者、ブリアナ・レイが制作したビジュアルノベル。2017年に公開された。
高校1年生で野球部の部員であるクィアのアジア系アメリカ人の少女4人を、2008年の時代設定で描いている。特に、登場人物の2人ディヤとミン＝ソの関係を中心に取り扱っている。児童虐待やホモフォビアなどの要素が含まれているが、作風は全体的に明るい。カリフォルニア州オークランドで育ち、多くのアジア系アメリカ人と交流した作者の経験がストーリーに反映されている。ゲームの中で選択肢を選ぶ機会があるが、ストーリーの結末には影響しない。
『Butterfly Soup』は、2017年において最もプレイヤーや批評家から人気を獲得したビジュアルノベルの一つである。Rock, Paper, Shotgunは、この作品を「素早くヒットした今の時代の古典」と表現している。PC Gamerはこのゲームを2017年の「最高のビジュアルノベル」に選び、Game Developers Conferenceは展覧会でこの作品を取り上げた。
このゲームは、Windows、Mac、Linuxに対応しており、現在英語版と中国語版がある。Itch.ioで配布されており、プレイヤーは任意の価格でゲームを入手することが出来る。2019年夏に続編が公開される予定である。